# 科姆基耶
科姆基耶（法語：Commequiers，法語發音：[kɔmkje]）是法国卢瓦尔河地区大区旺代省的一个市镇，属于莱萨布勒多洛讷区。

## 地理
科姆基耶（46°45'46"N, 1°50'14"W）面积40.26 平方千米，位于法国卢瓦尔河地区大区旺代省，该省份为法国西部沿海省份，北起大西洋卢瓦尔省和曼恩-卢瓦尔省，西临大西洋，南至滨海夏朗德省，东部及东南部与德塞夫勒省接壤。
与科姆基耶接壤的市镇（或旧市镇、城区）包括：阿普勒蒙、沙朗、科埃克斯、勒弗努耶、里耶圣母镇、利涅龙河畔圣克里斯托夫、维河畔圣迈克桑、苏朗。

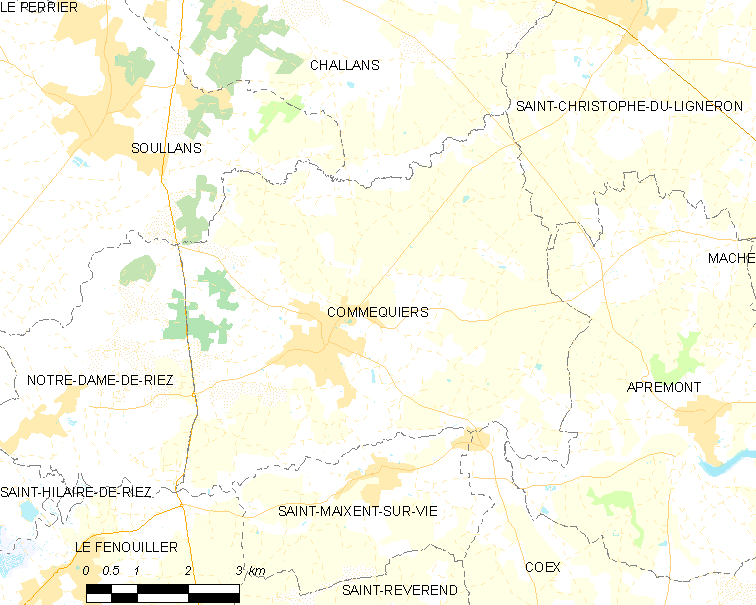
科姆基耶的OSM定位图

科姆基耶的时区为UTC+01:00、UTC+02:00（夏令时）。

## 行政
科姆基耶的邮政编码为85220，INSEE市镇编码为85071。

## 政治
科姆基耶所属的省级选区为圣伊莱尔德里耶县。

## 人口

1962-2008年间科姆基耶人口变化图示

科姆基耶于2022年1月1日时的人口数量为3708人。